# Densha Otoko
Densha Otoko (jap. 電車男, Zugmann) ist eine angeblich wahre Geschichte über das japanische Otaku-Wesen (abgeschottet lebende Fans), die ausgehend vom Internet von anderen Medien aufgegriffen und weiterverbreitet wurde und einen Einblick in die Entwicklung der japanischen Mediengesellschaft erlaubt.

## Entstehung
Densha Otoko begann am 14. März 2004 als Thread im größten Internetforum der Welt, dem japanischen Webforum 2channel (japanisch ni channeru). Ein 22-jähriger Anime- und Computerspiel-Otaku mit dem Nickname Densha Otoko (電車男, Zug-Mann) bat andere Otakus um Hilfe: Er habe im Zug eine schöne Frau vor einem betrunkenen Grabscher gerettet. Die folgende Serie von Treffen mit der als Sekretärin arbeitenden Frau – die ihm wegen seines heldenhaften Einschreitens wertvolle Porzellanschalen der Marke „Hermes“ geschenkt habe und deswegen Hermes (エルメス erumesu) genannt wurde – hätten ihn veranlasst, sich im Internet Tipps zu holen, um ihr Herz zu erobern.
Die romantische Geschichte fand sofort große Anteilnahme bei den Forumsbesuchern, und ihr jeweiliger aktueller Stand wurde aufmerksam mitverfolgt. Densha Otoko arbeitete auf der Grundlage vieler Tipps und Hinweise an seinem Aussehen und seinem Verhalten und kam allmählich aus seiner Zurückgezogenheit hervor. Nach einigen Wochen hatte er genug Mut gefasst, um Hermes seine Liebe zu erklären. Die Nachricht, dass die beiden nun ein Paar seien, löste im 2channel-Thread große Begeisterung aus. Die letzten Postings erfolgten am 9. Mai 2004, die letzte Nachricht von Densha Otoko lautete „minna arigatō“ (みんなありがとう, Danke an alle).

## Zweifel an Authentizität
Über die Authentizität von Densha Otoko gibt es unterschiedliche Ansichten. Zweifler sind der Meinung, dass es sich bei der Ausgangssituation um eine erfundene Geschichte oder um ein Internet-Experiment handelte, das später zum Selbstläufer wurde. Andere dagegen behaupten, dass sich die Geschichte in allen Einzelheiten wirklich ereignet hat, wie etwa die Produzenten der Fernsehserie, die laut eigener Aussage mit dem echten Densha Otoko Kontakt hatten, dies aber nie bewiesen haben.

## Veröffentlichungen
Die Geschichte von Densha Otoko und Hermes führte aufgrund ihrer großen Popularität in Japan zur Veröffentlichung eines Romans, zu der Umsetzung als vier verschiedene Manga-Serien, zu einem Kinofilm und zu einer Fernsehserie.

### Die Fernsehserie
Vom 7. Juli 2005 bis zum 22. September 2005 wurde auf dem japanischen Sender Fuji TV eine elfteilige Densha-Otoko-Fernsehserie ausgestrahlt. Hinzu kamen noch zwei weitere Folgen: Another Ending am 6. Oktober 2005 und die zwei Stunden dauernde Folge Densha Otoko Deluxe am 23. September 2006. Die in der Fernsehserie auftauchende, noch fiktive Serie Getsumen Heiki Mina wurde 2007 als Anime produziert.
Die Serie betont die Computer-Affinität der Beteiligten und enthält zahlreiche Insider-Anspielungen auf verschiedene japanische Otaku-Richtungen:
- Bei Szenenwechseln und in der Geschichte selbst werden – genauso wie bei den originalen Internet-Beiträgen – aus Buchstaben zusammengesetzte Grafiken (ASCII-Art) verwendet.
- Der Vorspann ist eine Hommage auf den Eröffnungsfilm der Convention Daicon IV, den die Gründer des Anime-Studios Gainax 1983 produzierten und der ein großes Echo in der Anime-Industrie und -Fanszene fand.[1] Der Song im Vorspann der ersten Folge ist „Mr. Roboto“ von Styx. Die folgenden Vorspänne verwenden den Song „Twilight“ der Gruppe Electric Light Orchestra (ELO), der auch die Begleitmusik im Eröffnungsfilm der Daicon IV war.
- Die Schauspielerin Toda Keiko, die in der elften Folge Densha Otokos Mutter spielt, war die Synchronsprecherin einer Hauptfigur aus der ersten Serie der Anime-Reihe Gundam.

### Der Kinofilm
In nur 25 Drehtagen wurde ein Densha Otoko-Kinofilm fertiggestellt, der in Japan im Juni 2005 in die Kinos kam. Der Film spielte 3,7 Milliarden Yen (ca. 26,5 Millionen Euro) ein und landete in der Rangliste der erfolgreichsten Kinofilme 2005 in Japan auf Platz 6.

### Manga
- Train Man – Densha Otoko von Hidenori Hara, 3 Bände
- Densha Otoko – Demo, ore tabidatsu yo. (電車男 でも、俺旅立つよ。) von Wataru Watanabe (渡辺航 Watanabe Wataru), 3 Bände
- Densha Otoko – Ganbare Doku Otoko! (電車男 がんばれ毒男!) von Daisuke Michiya (道家大輔 Michiya Daisuke), 3 Bände
- Densha Otoko – Bijo to Junjō Otaku Seinen no Net Hatsu Love Story (電車男―美女と純情ヲタク青年のネット発ラブストーリー) von Machiko Ocha (御茶まちこ Ocha Machiko), 1 Band

### Roman
- Train Man, ISBN 978-3-551-58173-0.